# Lista de prefeitos de Montanhas (Rio Grande do Norte)
Esta é a lista de prefeitos de Montanhas, município brasileiro do estado do Rio Grande do Norte.
| Nº | Prefeito                         | Imagem                  | Partido              | Início de mandato     | Fim de mandato         | Vice-prefeito                      | Observações             |
| -- | -------------------------------- | ----------------------- | -------------------- | --------------------- | ---------------------- | ---------------------------------- | ----------------------- |
| 1  | José Galvão Tavares              |                         |                      | 3 de março de 1962    | 30 de janeiro de 1963  | ―                                  | Prefeito nomeado        |
| 2  | Cícero Firmino de Lima           |                         | PSP                  | 31 de janeiro de 1963 | 30 de janeiro de 1969  | N/C                                | Prefeito e vice eleitos |
| 3  | Manoel Francisco de Farias       |                         |                      | 31 de janeiro de 1969 | novembro de 1970       | João Soares de Melo                | Prefeito e vice eleitos |
| 4  | Antônio Francisco Dias           |                         |                      | novembro de 1970      | 1971                   | ―                                  | Prefeito interino       |
| 5  | João Soares de Melo              |                         | ARENA                | 1971                  | 30 de janeiro de 1973  | Antônio Marques Correia            | Prefeito e vice eleitos |
| 6  | Cícero Firmino de Lima           |                         | ARENA                | 31 de janeiro de 1973 | 30 de janeiro de 1977  | Augusto Gomes da Silva             | Prefeito e vice eleitos |
| 7  | João Soares de Melo              |                         | ARENA                | 31 de janeiro de 1977 | 30 de janeiro de 1983  | Cosme Avelino                      | Prefeito e vice eleitos |
| 8  | José Firmino de Lima e Silva     |                         |                      | 31 de janeiro de 1983 | 31 de dezembro de 1988 | N/C                                | Prefeito e vice eleitos |
| 9  | José Balduino Bispo              |                         | PDS                  | 1 de janeiro de 1989  | 31 de dezembro de 1992 | João Roberto Nery                  | Prefeito e vice eleitos |
| 10 | Otêmia Maria de Lima e Silva     |                         |                      | 1 de janeiro de 1993  | 31 de dezembro de 1996 | N/C                                | Prefeita e vice eleitos |
| 11 | José Balduino Bispo              |                         | PMDB                 | 1 de janeiro de 1997  | 31 de dezembro de 2000 | N/C                                | Prefeito e vice eleitos |
| 12 | Otêmia Maria de Lima e Silva     |                         | PFL                  | 1 de janeiro de 2001  | 31 de dezembro de 2008 | N/C                                | Prefeita e vice eleitos |
| 12 | Otêmia Maria de Lima e Silva     | Jair Farias de Oliveira | PFL                  | 1 de janeiro de 2001  | 31 de dezembro de 2008 | Prefeita reeleita e vice eleito    |                         |
| 13 | Maria Eliete Coutinho Bispo      |                         | PDT                  | 1 de janeiro de 2009  | 31 de dezembro de 2012 | Clóvis Francisco da Silva Dubeux   | Prefeita e vice eleitos |
| 14 | Algacir Antônio de Lima Januário |                         | PSD                  | 1 de janeiro de 2013  | 31 de dezembro de 2016 | João Maria de Macêdo Caldas Neto   | Prefeito e vice eleitos |
| 15 | Manoel Gustavo de Araújo Moreira |                         | PR                   | 1 de janeiro de 2017  | 31 de dezembro de 2024 | Severino do Ramo de Albuquerque    | Prefeito e vice eleitos |
| 15 | Manoel Gustavo de Araújo Moreira | PSB                     | Antônio Duarte Silva | 1 de janeiro de 2017  | 31 de dezembro de 2024 | Prefeito reeleito e vice eleito    |                         |
| 16 | Antônio Marcolino Neto           |                         | PP                   | 1° de janeiro de 2025 | Atualidade             | Ronaldo Pereira Ferreira de Farias | Prefeito e vice eleitos |